# Міністерство фінансів України
Міністе́рство фіна́нсів Украї́ни (Мінфін України) — центральний орган виконавчої влади України, який формує та реалізує державну фінансову та бюджетну політику, а також визначає політику у митній та податковій сфері. Міністерство відповідає за те, щоб створювати фінансове забезпечення для виконання державних функцій та умови для стабільного розвитку економіки шляхом ефективного, збалансованого, неупередженого та прозорого управління державними фінансами.

## Основні завдання
Міністерство діє на підставі Положення, затвердженого постановою Кабінету Міністрів України від 20 серпня 2014 р. № 375.
Згідно з цим Положенням, Міністерство виконує такі основні завдання:
- здійснює нормативно-правове регулювання у фінансовій, бюджетній, податковій, митній сферах, у сфері адміністрування єдиного внеску на загальнообов'язкове державне соціальне страхування, державної політики у сфері боротьби з правопорушеннями під час застосування податкового та митного законодавства, а також законодавства з питань сплати єдиного внеску; у сфері державного фінансового контролю, казначейського обслуговування бюджетних коштів, бухгалтерського обліку, випуску і проведення лотерей, організації та контролю за виготовленням цінних паперів, документів суворої звітності, видобутку, виробництва, використання та зберігання дорогоцінних металів і дорогоцінного каміння, дорогоцінного каміння органогенного утворення та напівдорогоцінного каміння, їх обігу та обліку, у сфері запобігання і протидії легалізації (відмиванню) доходів, одержаних злочинним шляхом, або фінансуванню тероризму;
- аналізує і прогнозує доходи бюджету, щороку розробляє проєкт Бюджетної декларації на середньостроковий період та проєкт закону про Державний бюджет України на наступний рік;
- координує процес виконання Державного бюджету України;
- визначає основні організаційно-методичні засади бюджетного планування, підвищує ефективність управління державними фінансами;
- забезпечує управління державним та гарантованим державою боргом;
- регулює та удосконалює міжбюджетні відносини (відносини між державним та місцевими бюджетами); погоджує обсяги та умови здійснення місцевих запозичень і надання місцевих гарантій, здійснює реєстрацію місцевих запозичень і місцевих гарантій;
- інформує громадськість про економічні та фіскальні цілі держави, а також про результати виконання Державного бюджету;
- здійснює державне регулювання бухгалтерського обліку та фінансової і бюджетної звітності в Україні;
- проводить оцінку фінансового забезпечення проєктів угод щодо регіонального розвитку та державних програм соціально-економічного розвитку територій;
- забезпечує в установленому законодавством порядку участь держави в капіталізації банків, здійснює управління корпоративними правами таких банків та готує плани їх продажу;
- формує та втілює єдину державну фінансову політику щодо розвитку ринку фінансових послуг, розвитку державних банків, державної іпотечної установи та інших фінансових установ;
- організовує і налагоджує співробітництво з  Міжнародним валютним фондом та іншими міжнародними фінансовими організаціями;
- здійснює регулювання і нагляд у сфері запобігання та протидії легалізації (відмиванню) доходів, одержаних злочинним шляхом, або фінансуванню тероризму; співпрацює з  Групою з розробки фінансових заходів боротьби з відмиванням грошей (FATF) та іншими міжнародними організаціями у цій сфері.

## Керівництво
| Посадова особа    | Посада                                                                                                 | Сфера відповідальності |
| ----------------- | --- | --- |
| Сергій Марченко   | Міністр фінансів України                                                                               | Керівництво діяльністю Міністерства |
| Денис Улютін      | Перший заступник міністра фінансів України                                                             | Міжбюджетні відносини (державний та місцеві бюджети), фінансування безпеки і оборони, органів прокуратури та окремих правоохоронних органів, виконання національних програм співробітництва Україна-НАТО  |
| Юрій Буца         | Урядовий уповноважений з питань управління державним боргом                                            | Питання комерційних зовнішніх запозичень, макрофінансової допомоги ЄС та фінансування під гарантії Світового банку                                                                                        |
| Олександр Кава    | Заступник міністра фінансів України                                                                    | Фінансування інфраструктурних проектів |
| Роман Єрмоличев   | Заступник міністра фінансів України                                                                    | Видатки бюджету гуманітарної сфери, видатки соціальної сфери та органів влади |
| Світлана Воробей  | Заступниця міністра фінансів України                                                                   | Забезпечення діяльності міністерства у сфері податкової та митної політики, верифікація державних виплат                                                                                                  |
| Ольга Зикова      | Заступниця міністра фінансів України                                                                   | Забезпечення формування та реалізацію єдиної державної фінансової політики у сфері співробітництва з урядами іноземних держав, іноземними фінансовими установами і міжнародними фінансовими організаціями |
| Юрій Драганчук    | Заступник міністра фінансів України з питань європейської інтеграції                                   | Фінансова та митна політики, міжнародне співробітництво і стратегічне планування у частині євроінтеграції, фінанси паливно-енергетичного комплексу та майнових відносин                                   |
| Олександр Грубіян | Заступник міністра фінансів України з питань цифрового розвитку, цифрових трансформацій і цифровізації | Розвиток цифрових трансформацій і цифровізації |
| Дмитро Самоненко  | Державний секретар                                                                                     | Робота з персоналом та організаційний розвиток, документообіг, інформаційні системи і технології, адміністративно-господарське управління                                                                 |

## Структура
Структура Міністерства станом на 2020 рік:
Підрозділи, підпорядковані Міністру фінансів:
- Патронатна служба Міністра
- Директорат стратегічного планування та Європейської інтеграції
- Департамент державного бюджету
- Департамент гармонізації державного внутрішнього фінансового контролю
- Департамент міжнародних зв'язків та організаційно-аналітичної роботи
- Управління комунікацій та питань інформаційної політики
- Управління внутрішнього аудиту
- Управління співпраці з державними органами
- Відділ запобігання корупції
- Мобілізаційний відділ
- Сектор режимно-секретної роботи

Підрозділи, підпорядковані Першому заступнику Міністра фінансів:
- Департамент прогнозування доходів бюджету та методології бухгалтерського обліку
- Департамент фінансів оборони, правоохоронних органів і державної безпеки
- Департамент місцевих бюджетів

Підрозділи, підпорядковані Заступнику Міністра фінансів:
- Департамент фінансів паливно-енергетичного комплексу та майнових відносин
- Департамент видатків бюджету виробничої сфери
- Департамент боргової політики
- Управління фіскальних ризиків
- Відділ з управління ліквідністю

Підрозділи, підпорядковані Заступнику Міністра фінансів:
- Департамент податкової політики та нагляду за фіскальними органами
- Департамент моніторингу баз даних та верифікації виплат
- Департамент митної політики

Підрозділи, підпорядковані Заступнику Міністра фінансів:
- Департамент видатків бюджету гуманітарної сфери
- Департамент видатків соціальної сфери
- Департамент видатків бюджету органів влади

Підрозділи, підпорядковані Заступнику міністра фінансів з питань європейської інтеграції:
- Департамент фінансової політики
- Департамент міжнародних фінансових проєктів
- Управління державної політики у сфері пробірного контролю, документів суворої звітності та лотерейної діяльності
- Управління міжнародного співробітництва

Підрозділи, підпорядковані Урядовому уповноваженому з питань управління державним боргом:
- Апарат Урядового уповноваженого з питань управління державним боргом

Підрозділи, підпорядковані Державному секретарю:
- Департамент роботи з персоналом та організаційного розвитку
- Департамент документообігу та контролю за виконанням документів
- Сектор закупівель
- Департамент ресурного забезпечення
- Юридичний департамент
- Управління бухгалтерського обліку та звітності
- Управління фінансово-економічного планування та аналізу

## Центральні органи виконавчої влади, діяльність яких спрямовує і координує Міністр фінансів
Через Міністра фінансів України Кабінет Міністрів України спрямовує і координує діяльність таких центральних органів виконавчої влади:
1. Державна казначейська служба України[10]
2. Державна податкова служба України (2019)[11]
3. Державна митна служба України (2019)[12]
4. Державна служба фінансового моніторингу України[13]

Примітка: До 10 вересня 2014 р. до організацій, підпорядкованих Міністерству фінансів також належала Державна пробірна служба України, однак її було ліквідовано в ході оптимізації системи центральних органів виконавчої влади. Після цього функції з реалізації державної політики у сфері державного пробірного контролю було покладено на Міністерство фінансів, а функції із захисту прав споживачів виробів з дорогоцінних металів і дорогоцінного каміння — на Державну службу з питань безпечності харчових продуктів та захисту споживачів.

## Організації в управлінні
Установи та організації, що належать до сфери управління Міністерства фінансів:

### Інститути
- Науково-дослідний фінансовий інститут

### Установи
- Державний гемологічний центр України
- Державне сховище дорогоцінних металів та дорогоцінного каміння
- Музей коштовного і декоративного каміння
- База відпочинку «Конча-Заспа» МФУ
- Офіс адміністрування проєктів міжнародного фінансового співробітництва (Офіс АПМФС)
- Український фонд стартапів

### Державні підприємства
- Київська офсетна фабрика
- Головфінтех
- УЗЕМК (Управління з експлуатації майнового комплексу)
- ДП "НЕК «Укренерго»

### Казенні підприємства
Казенні підприємства пробірного контролю:
- Дніпропетровське
- Донецьке[16]
- Західне
- Кримське[17]
- Південне
- Східне
- Центральне

## Навчальні заклади Міністерства
- Український державний університет фінансів та міжнародної торгівлі
- Дніпропетровська державна фінансова академія
- Львівська державна фінансова академія